# Patch clamp
Patch clamp е техника в електрофизиологията, която позволява изследването на индивидуални йонни канали в плазмената мембрана на клетката. Използва се за изучаване на възбудими клетки (неврони, мускулни влакна). Може да се използва и за изучаването на бактериални йонни канали в специално подготвени гигантски сферопласти. При класическия метод като електрод се използва стъклена пипета. „Patch clamp“ е усъвършенстван вариант на метода „voltage clamp“. Използваната стъклена пипета е с отворен връх с диаметър около един микрометър. Пипетата се запълва с различен разтвор в зависимост от целта на експеримента. В контакт с разтвора е метален електрод, който провежда електричните промени до усилвател. Изследователят може да променя състава на разтвора, да добавя агенти за изучаване на свойствата на каналите в различни условия. Пипетата се притиска към участък от мембраната, който се всмуква във върха ѝ. Това всмукване води до плътен контакт и генериране на гигаомно съпротивление. Използването на един електрод позволява поддържане на постоянен потенциал, докато се изследват промените в тока, или поддържане на постоянен ток, докато се изследват промените в потенциала на мембраната.

## Разновидности на техниката
- „Cell-attached“ метод: електродът остава свързан с плазмената мембрана на клетката. Това позволява записване на данни за токовете през един канал в изследвания участък. При лиганд-зависими канали съответният лиганд се прибавя в разтвора в пипетата. Резултантната активност на йонния канал е следствие от действието на лиганда концентрацията му повече не може да се променя. Това означава, че може да бъде получена само една точка в дозовата зависимост за изследвания участък („patch“). Обикновено се прави дозова зависимост за няколко участъка. При потенциал-зависими йонни канали е възможно да се прилагат различни потенциали като се използва един и същ участък, т.е. дозовата зависимост може да се направи само за него.

- „Inside-out“ метод: след притискане към плазмалемата, електродът бързо се изтегля и участъкът се къса от мембраната, като остава свързан с електрода. Така вътрешната повърхност на мембраната се излага на действието на външната среда. Методът се използва при изследване на канали, които се активират от вътреклетъчни лиганди, например цикличен ГМФ, чрез набор от различни концентрации на лиганда.

- „Whole-cell“ метод: електродът остава на мястото, до което се е допрял върху плазмената мембрана, но се прилага по-силно всмукване. Така се къса частта от мембраната която е в пипетата и се осигурява достъп до вътрешната среда на клетката. По-голям отвор на пипетата води до по-ниско съпротивление и следователно – до по-добър електричен достъп до вътрешната среда. От друга страна обемът на електрода е по-голям от този на клетката и разтворимите компоненти на цитоплазмата биха се заменили от съставките на разтвора в пипетата (електродна „диализа“), което е съпроводено с промяна на някои свойства на клетката. Затова е необходимо измерването да стане преди „диализирането“. Разтворът в пипетата обикновено има близък състав до вътреклетъчния, особено по отношение на високото калиево съдържание. Чрез този метод може да се записват токовете през много канали едновременно.

- „Outside-out“ метод: изтеглянето на електрода става бавно и част от мембраната остава на пипетата като мехурче, при което вътрешната ѝ повърхност е насочена навън. Дава възможност за изследване на каналите, когато са предпазени от действието на външната среда, но са в различно обкръжение от обичайното. Един и същ участък от мембраната се подлага на действието на различни фактори. Прави се дозова зависимост. Ако този участък е достатъчно малък, може да се изследва един канал, но методът е труден за осъществяване.

- „Perforated patch“ метод: разновидност на „whole-cell“. След генериране на гигаомно съпротивление се добавя нов разтвор с малко количество антибиотик (амфотерицин В, грамицидин), който прави малки перфорации в участъка от мембраната върху електрода. Не се наблюдава „диализа“, но за сметка на това се увеличават съпротивлението и страничните шумове, необходимо е време за действие на антибиотика, а перфорациите могат да доведат до нарушаване на структурата на мембранния участък. Методът е приложим за краткотрайни изследвания.

|  | Тази страница частично или изцяло представлява превод на страницата Patch clamp в Уикипедия на английски. Оригиналният текст, както и този превод, са защитени от Лиценза „Криейтив Комънс – Признание – Споделяне на споделеното“, а за съдържание, създадено преди юни 2009 година – от Лиценза за свободна документация на ГНУ. Прегледайте историята на редакциите на оригиналната страница, както и на преводната страница, за да видите списъка на съавторите. ВАЖНО: Този шаблон се отнася единствено до авторските права върху съдържанието на статията. Добавянето му не отменя изискването да се посочват конкретни източници на твърденията, които да бъдат благонадеждни. |